# متئوس اوریبه
آندرس متئوس اوریبه ویا (اسپانیایی: Andrés Mateus Uribe Villa‎؛ زادهٔ ۲۱ مارس ۱۹۹۱) بازیکن فوتبال اهل کلمبیا است.که در باشگاه ورزشی السد قطر و تیم ملی فوتبال کلمبیا بازی می کند.
از باشگاه‌هایی که در آن بازی کرده‌است می‌توان به اتلتیکو ناسیونال، آمریکا و پورتو اشاره کرد 